# Cantó de Moutiers-les-Mauxfaits
El cantó de Moutiers-les-Mauxfaits és un cantó francès del departament de la Vendée, situat al districte de Les Sables-d'Olonne. Té 13 municipis i el cap es Moutiers-les-Mauxfaits.

## Municipis
- Angles
- La Boissière-des-Landes
- Le Champ-Saint-Père
- Curzon
- La Faute-sur-Mer
- Le Givre
- La Jonchère
- Moutiers-les-Mauxfaits
- Saint-Avaugourd-des-Landes
- Saint-Benoist-sur-Mer
- Saint-Cyr-en-Talmondais
- Saint-Vincent-sur-Graon
- La Tranche-sur-Mer

## Història
| Data d'elecció                           | Identitat         | Partit           | Qualitat |
| ---------------------------------------- | ----------------- | ---------------- | -------- |
| 1945-1956                                | M. Girardeau      | radical          |          |
| 1956-1964                                | Henri Caillemer   | CNI              |          |
| 1964-1976                                | Corentin Riou     | UDR              |          |
| 1976-1981                                | Henri Caillemer   | CNI, després UDF |          |
| 1981-2001                                | Léon Aimé         | UDF              |          |
| 2001-                                    | Marcel Gauducheau | Divers droite    |          |
| les dades anteriors no són pas conegudes |                   |                  |          |
|                                          |                   |                  |          |

| A partir de 1990: Població sense dobles comptes |